# Catherine Tatge
Catherine Tatge est une réalisatrice et productrice américaine de télévision.

## Filmographie
Comme réalisatrice
- 1991 : Beyond Hate (vidéo)
- 1991 : Facing Hate (TV)
- 1992 : The Creative Spirit (feuilleton TV)
- 1999 : Fooling with Words (TV)
- 2001 : Holo Mai Pele (TV)
- 2004 : The Question of God: Sigmund Freud & C.S. Lewis (TV)
- 2005 : Dances of Life (TV)
- 2005 : Breaking the Silence: Children's Stories (TV)
- 2006 : Peter Yarrow: With Your Face to the Wind (TV)

Comme productrice
- 1986 : Directed by William Wyler
- 1989 : Stella Adler: Awake and Dream! (TV)
- 1991 : Beyond Hate (vidéo)
- 1991 : Facing Hate (TV)
- 1994 : Tennessee Williams: Orpheus of the American Stage (TV)
- 2001 : Holo Mai Pele (TV)